# Thorkel Klerk
Thorkel Klerk (født 1917, død 2003) var en dansk arkitekt uddannet fra Kunstakademiet i 1942. 
Med partneren Bent Mackeprang spillede han en afgørende rolle i moderniseringen af Irma-forretningerne. Klerk projekterede og opdaterede butikkerne, både mht. inventaret og designet for denne dagligvarekæde. Blandt hans mest bemærkelsesværdige bygninger er Irmas kafferisteri i Rødovre, som blev opført i 1968.
Irmas kafferisteri i Rødovre er en tårnbygning, der består af en silo og et foranstående glashus. Det er designet af arkitekterne Thorkel Klerk og Bent Mackeprang i fællesskab. Siloen fungerede som kafferisteri, og det var her, at hele kaffeproduktionsprocessen fandt sted. Glastårnet, der stod ved siden af siloen, gjorde det muligt for forbipasserende at se ind i bygningen og observere arbejdsprocessen. Især om natten, når kunstig belysning blev tændt, skabte det en særpræget facade.
Ud over sit arbejde for Irma-butikkerne specialiserede Klerk sig også mere generelt i butiksbyggeri og -indretning. Han var blandt de første arkitekter, der fokuserede på at udforme store butikscentre. På en studietur til USA sammen med komponisten Bent Fabricius-Bjerre studerede han effekten af musik, der blev afspillet under indkøbsturen (populært kaldet muzak), samt den generelle opbygning af supermarkeder. Dette var i 1950’erne, hvor selvbetjening og betaling ved at lægge varerne på et indkøbsbånd var banebrydende.

## Hverv
Egen tegnestue sammen med partneren Bent Mackeprang, 1942-85, en del af perioden på adressen Ryvangs Allé 68.
Klerks private bolig på Krathusvej 17 havde også en tegnestue. Haven fik Klerk tegnet af en datidens store havearkitekter, Morten Le Klint.
Bestyrelsesformand for Mibeco og Mibeco Cash, som var selskaber ejet af Bent Fabricius-Bjerre.

## Værker
- Parcelhus i efterkrigstidens modernisme (fungerede som egen bolig i perioden 1954-88), Krathusvej 17, Ordrup,  sammen med Johan Christensen) (1954) - bevaringsværdig i klasse 3 (høj) og kendetegnet som et skarpt hus, modulopbygget, tidstypiske facader og udtryk med store vinduespartier mod have.[4]
- Irmas hovedkontor, fabrikker, lagre, laboratorier i Rødovre ved Fjeldhammervej og Korsdalvej sammen med Bent Mackeprang (1960 - 1980)
- Irma Kafferisteri (1967) sammen med Bent Mackeprang- fredet.[1]
- Amagercentret (1970) sammen med Bent Mackeprang, Ejner Graa og Henning Helger)
- Irmas kødopskæringsfabrik, Avedøre Holme sammen med Bent Mackeprang (1970-75)
- Glostrupcentret (1973, sammen med Ejnar Graa og Bent Mackeprang)
- Danmarks Tekniske Museum sammen med Bent Mackeprang, Helsingør (1965-76)
- Rank Zerox sammen med Bent Mackeprang, Ballerup (1975)
- Flere kontorbygninger i Københavns omegn sammen med Bent Mackeprang (1957-84)